# じげん
株式会社じげん（英: ZIGExN Co., Ltd.）は、ライフイベント（求人・住まい・車など）のメディアを企画・運営するインターネット企業である。
2006年6月にドリコムから株式会社ドリコムジェネレーティッドメディアとして分社化し、リクルートが40%出資して設立された会社である。

## 概要
ライフイベント（求人・住まい・車など）に関わるWebサービスやメディアの企画・運営を行っている。企業理念は「生活機会（より良く生きる選択肢）の最大化」。

## 沿革
- 2006年6月1日 - 株式会社ドリコムからドリコムブログ事業部門およびカテゴリ特化型検索サービス事業部門を分社化して株式会社ドリコムジェネレーティッドメディア設立。代表取締役はドリコムの内藤裕紀。[3]
- 2006年6月20日 - リクルートインキュベーションパートナーズがRIP1号R&D投資組合として出資。持ち株比率はドリコムが60％、RIP1号R&D投資組合が40％。[3]
- 2008年1月 - 平尾丈が代表取締役社長に就任。元々はリクルートからの出向だった。[5]
- 2009年2月 - ライフメディアプラットフォーム事業に専念するため、ドリコムブログ事業をドリコムに売却。ドリコムはこれを2009年10月26日にライブドアに売却し、2010年3月31日にサービス終了[6]。
- 2017年（平成29年）1月10日 - 三光アド（名古屋市）を買収[7]。
- 2018年（平成30年）1月16日 - アップルワールドの全発行済株式を取得し、連結子会社化する[8]。
- 2018年（平成30年）6月27日 - 東京証券取引所第一部に市場変更[9]。
- 2018年（平成30年）12月4日 - 株式会社トレードカービューの全株式を取得[10]。
- 2019年（平成31年）1月4日 - マッチングッド株式会社の全株式を取得[11]。
- 2019年（令和元年）12月1日 - 株式会社トレードカービューから株式会社TCVへ社名変更[12]。
- 2020年（令和2年）2月3日 - 連結子会社である株式会社アップルワールドが、CROOZ TRAVELIST株式会社からTRAVELIST事業を譲受[13]
- 2020年（令和2年）7月1日 - 当社を存続会社として株式会社アイアンドシー・クルーズを吸収合併[14]。
- 2020年（令和2年）9月18日 - PCHホールディングス株式会社の全株式を取得[15]。
- 2021年（令和3年）1月1日 - HITOWAキャリアサポート株式会社から株式会社ミラクスへ社名変更[16]。
- 2022年（令和4年）4月4日 - 東京証券取引所 プライム市場へ移行[17]。
- 2022年（令和4年）5月11日 - 株式会社Structの全株式を取得[18]。
- 2022年（令和4年）8月 - 不動産売買市場や人材市場における不動産領域への参入として株式会社ビヨンドボーダーズの全株式を収得し子会社化。[19]
- 2022年（令和4年）10月 - メーカー領域への参入として株式会社イーエイチアイの全株式を取得し、株式会社タイズを孫会社化。[20]
- 2022年（令和4年）11月 - 運送領域への参入として株式会社オーサムエージェントの全株式を取得し子会社化。[21]
- 2023年（令和5年）2月 - 旅行領域における商材拡充及び市場シェアの強化を目的として株式会社ティ・エス・ディの全株式を取得し子会社化。[22]